# Joon (empresa aérea)
Joon foi uma companhia aérea baseada em Aeroporto de Paris-Charles de Gaulle e uma subsidiária da Air France-, que em junho de 2019 encerrou suas atividades.

## História
A marca foi voltada para jovens de acordo com sua empresa-mãe Air France  "Joon" soa semelhante à palavra francesa "jeune" que significa jovem, operando destinos curtos e médios com alta competição entre companhias aéreas de baixo custo. A companhia chegou a fazer voos de Fortaleza para Paris, a serviço da Air France, 
Em 2019 a companhia não era mais rentável para a Air France, que decidiu encerrar suas operações em junho.

## Frota

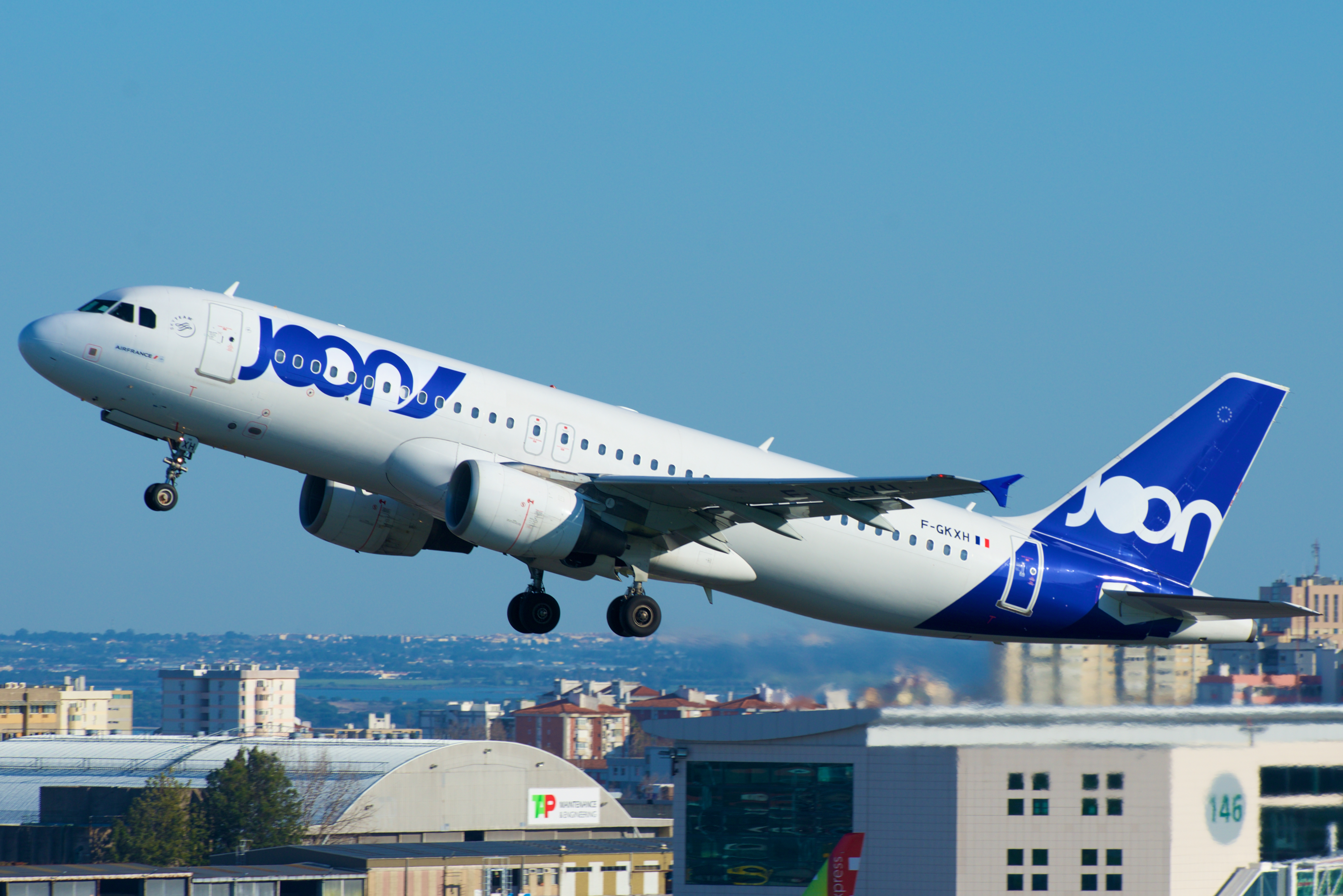
Airbus A320 da Joon.

Iniciada desde Dezembro de 2017: 
| Aeronave        | Quantidade | Transferir | Assentos | Assentos | Assentos | Assentos | Notas                         |
| Aeronave        | Quantidade | Transferir | J/C      | W        | Y        | Total    | Notas                         |
| --------------- | ---------- | ---------- | -------- | -------- | -------- | -------- | ----------------------------- |
| Airbus A320-200 | 7          | —          | —        | —        | 174      | 174      | Transferido para a Air France |
| Airbus A321     | 4          | —          | 16       | —        | 188      | 204      | Transferido para a Air France |
| Airbus A340-300 | 5          | —          | 120      | 30       | 227      | 278      | Transferido para a Air France |
| Total           | 16         | —          | —        | —        | —        | —        | —                             |